# Lingue italo-dalmate
Le lingue italo-dalmate rappresentano un sottogruppo delle lingue romanze occidentali. Per il glottologo Giovan Battista Pellegrini, gli idiomi italo-dalmati non esisterebbero a favore di un estensione di quelli italo-romanzi, costituiti da quelle «parlate della Penisola e delle Isole che hanno scelto già da tempo, come lingua guida l'italiano». 
Secondo il linguista Carlo Tagliavini, invece, si dovrebbe includere nelle lingue italo-dalmate oltre che alle lingue italo-romanze come anche il veneto pure il ladino, il sardo e il friulano, distinguendoli cosi tra italo-dalmate e italo-romanze, divenendo la seconda un sottogruppo della prima.

## Classificazione secondo Giovan Battista Pellegrini
Secondo la classificazione dei dialetti parlati in Italia proposta dal Pellegrini, come anche riportato da Carla Marcato, i dialetti italo-romanzi sarebbero:
- il gallo-italico[4] (piemontese, lombardo, emiliano-romagnolo),
- il veneto,
- il ligure,
- l'istrioto;

- il friulano.

- il toscano.
- dialetti italiani mediani,
- dialetti italiani meridionali o meridionali intermedi (come il lucano)
- I dialetti italiani meridionali estremi[5] (come il Siciliano)
- il sardo.

## Classificazione secondo Carlo Tagliavini
Secondo Carlo Tagliavini sono da ricondursi a idiomi italo-dalmati lingue come:
- le lingue italo-romanze (come il Veneto, il Siciliano, il ligure e il toscano)
- il Friulano
- il Sardo
- il Ladino
- il dalmatico
- il Gallo-Italico